# Grace Hopper (Seekabel)
Das Grace-Hopper-Seekabel ist ein privates transatlantisches Telekommunikations-Seekabelsystem, welches im September 2022 in Betrieb genommen wurde. Es verbindet Spanien und das Vereinigte Königreich mit den Vereinigten Staaten und ist im Besitz der Google LLC. Es ist nach der US-amerikanischen Informatikerin und Computerpionierin Grace Hopper benannt. Das Grace-Hopper-Kabel ermöglichte die erste neue Seekabelverbindung zwischen den Vereinigten Staaten und Großbritannien seit 20 Jahren und die erste direkte Verbindung nach Spanien überhaupt.
Der Bau wurde 2020 angekündigt und von SubCom, einem ehemaligen Tochterunternehmen von TE Connectivity, geplant und durchgeführt. Die Seekabelverlegung erreichte am 10. September 2021 ihren Landungspunkt an der spanischen Atlantikküste. Vier Tage später landete Grace Hopper an seinem zweiten Landungspunkt in Großbritannien.
Grace Hopper ist das erste Langstreckenseekabel seiner Art, das Space Division Multiplex (SDM) auf 16 Glasfaserpaaren realisiert. Bisherige Seekabel nutzen laut Google nur sechs, acht oder zwölf Glasfaserpaare. Das System erreicht eine Datenübertragungsrate von knapp 350 Tbps (Terabit pro Sekunde) und weist eine Gesamtlänge von knapp 6350 km auf.
Die Landungspunkte liegen in:
1. Bilbao,  Spanien
2. Bude,  Vereinigtes Königreich
3. Bellport, New York,  Vereinigte Staaten

Das Dunant-Kabel ist Teil eines größeren Projekts, um Google-Cloud-Rechenzentren effektiv und günstig miteinander zu verbinden. Dazu gehören auch die Google-Seekabel Curie, Dunant und Equiano.